# Croix en pierre

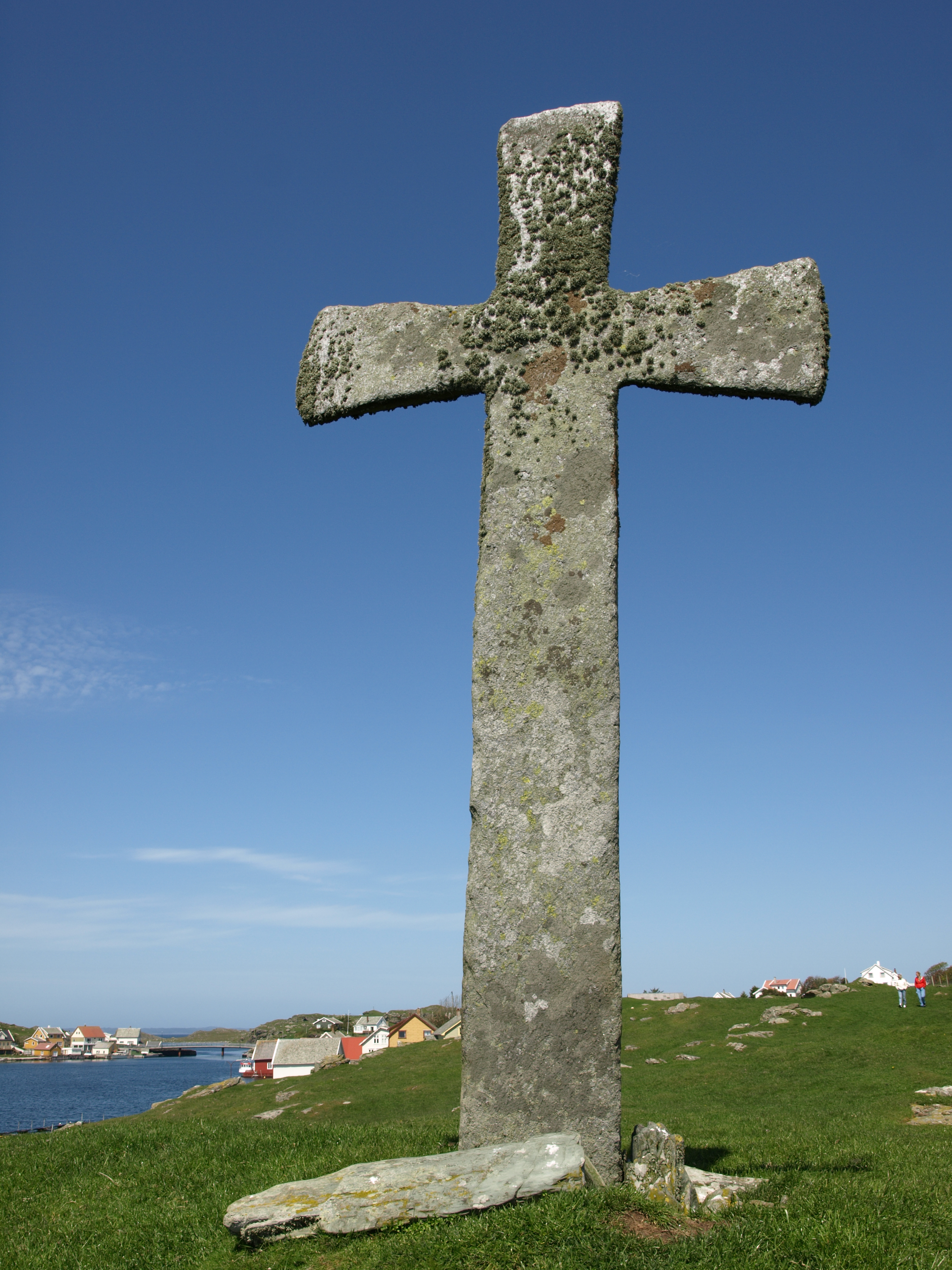
Croix en pierre vers Kvitsøy en Norvège.

Une croix en pierre ou croix de pierre est le nom d’une croix fabriquée en pierre. Il y a des croix en pierre sous diverses formes dans toutes les régions du monde. Les types courants sont en Europe, croix en pierre pour les cimetières, croix mémorielle et croix autel dans les églises. Les croix peuvent être issues de grès, granit, calcaire ou autres types de pierre. Elles ont été taillées pour la plupart hors d’un bloc.

## Quartiers
Deux quartiers en France portent ce nom :
- Quartier de la Croix de Pierre à Toulouse ;
- Quartier Croix de Pierre à Rouen et fontaine de la Croix-de-Pierre.

## Villes
Deux villes portent le nom Cruz de Piedra en Argentine, et une à Cuba.

## Galerie

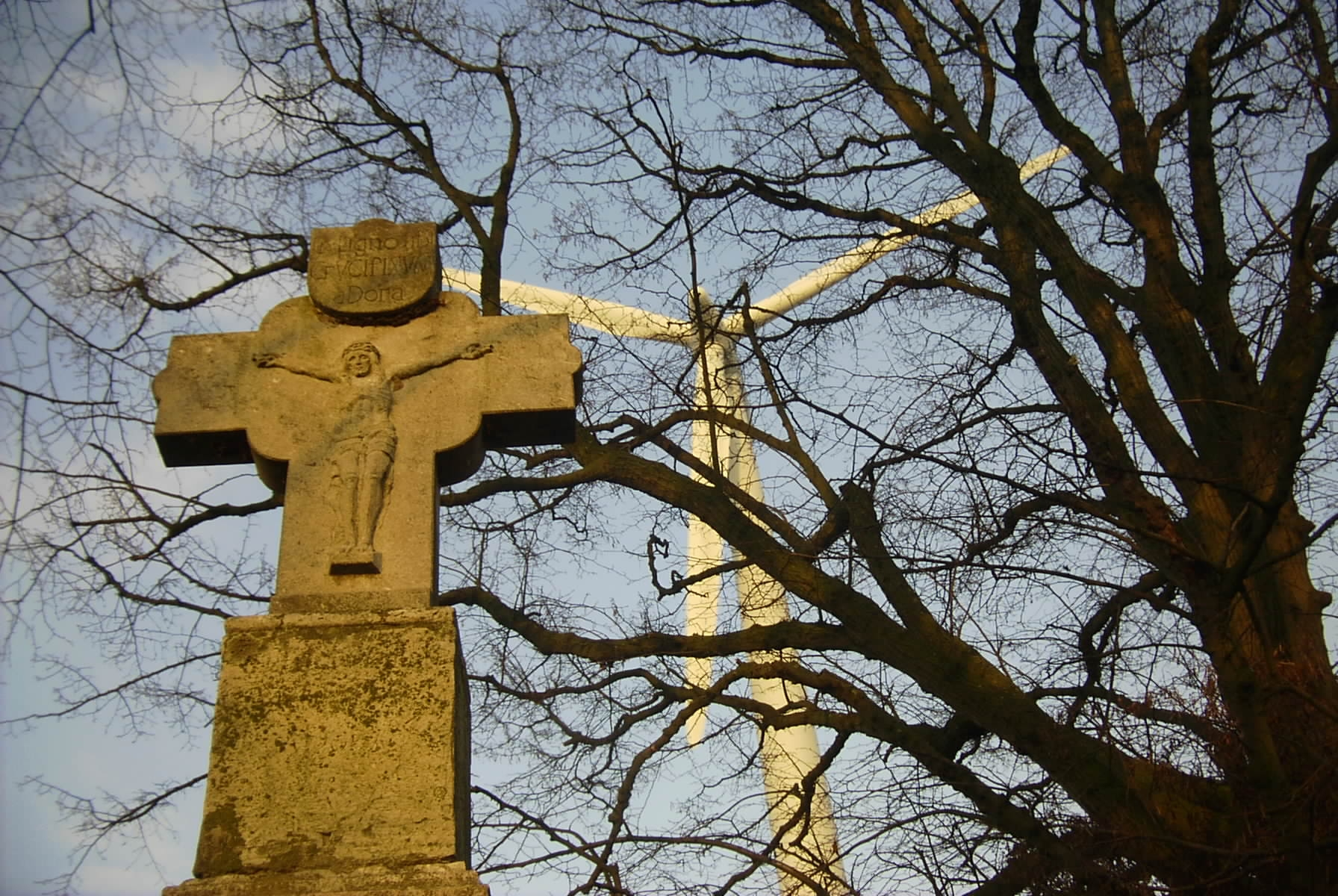
Croix contre la grêle près de Linnich, non loin de Juliers (Allemagne).
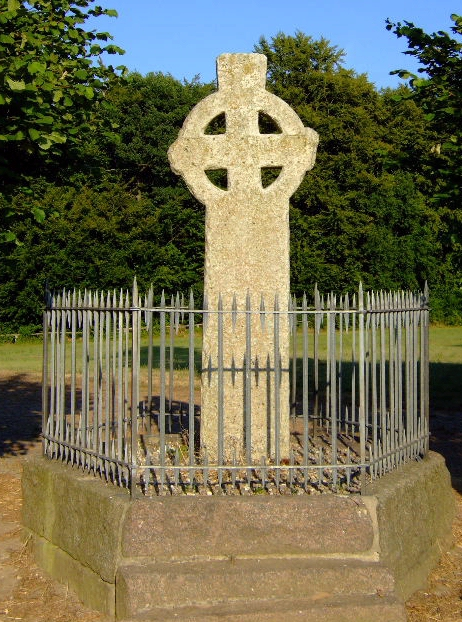
Croix d'Ansverus (de) à Einhaus (Allemagne).
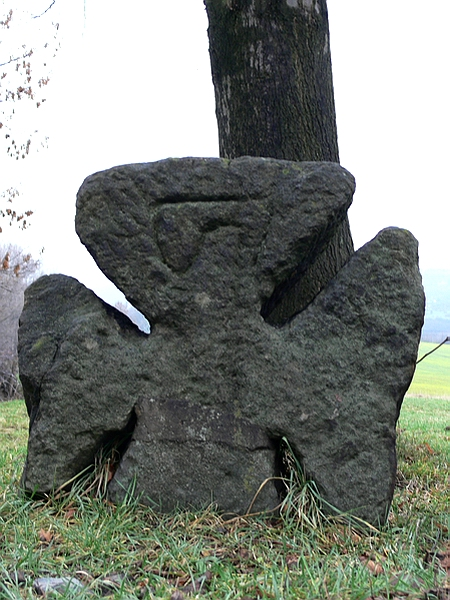
Croix de pierre, à Cotta près de Pirna (Saxe, inscription faite à la hache).
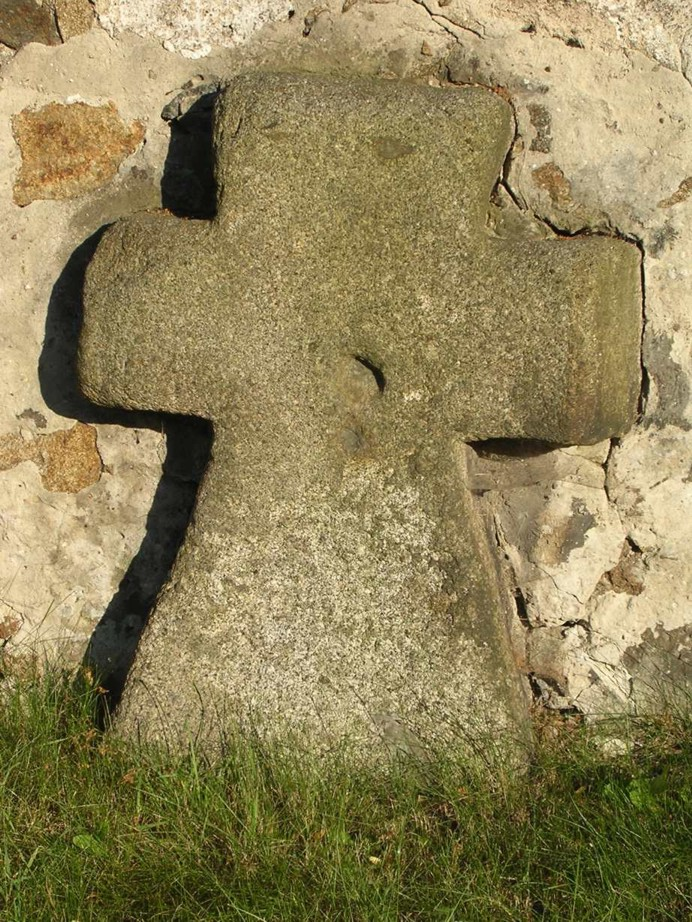
Croix de pierre (dite aussi croix hussite à Leppersdorf (Saxe).
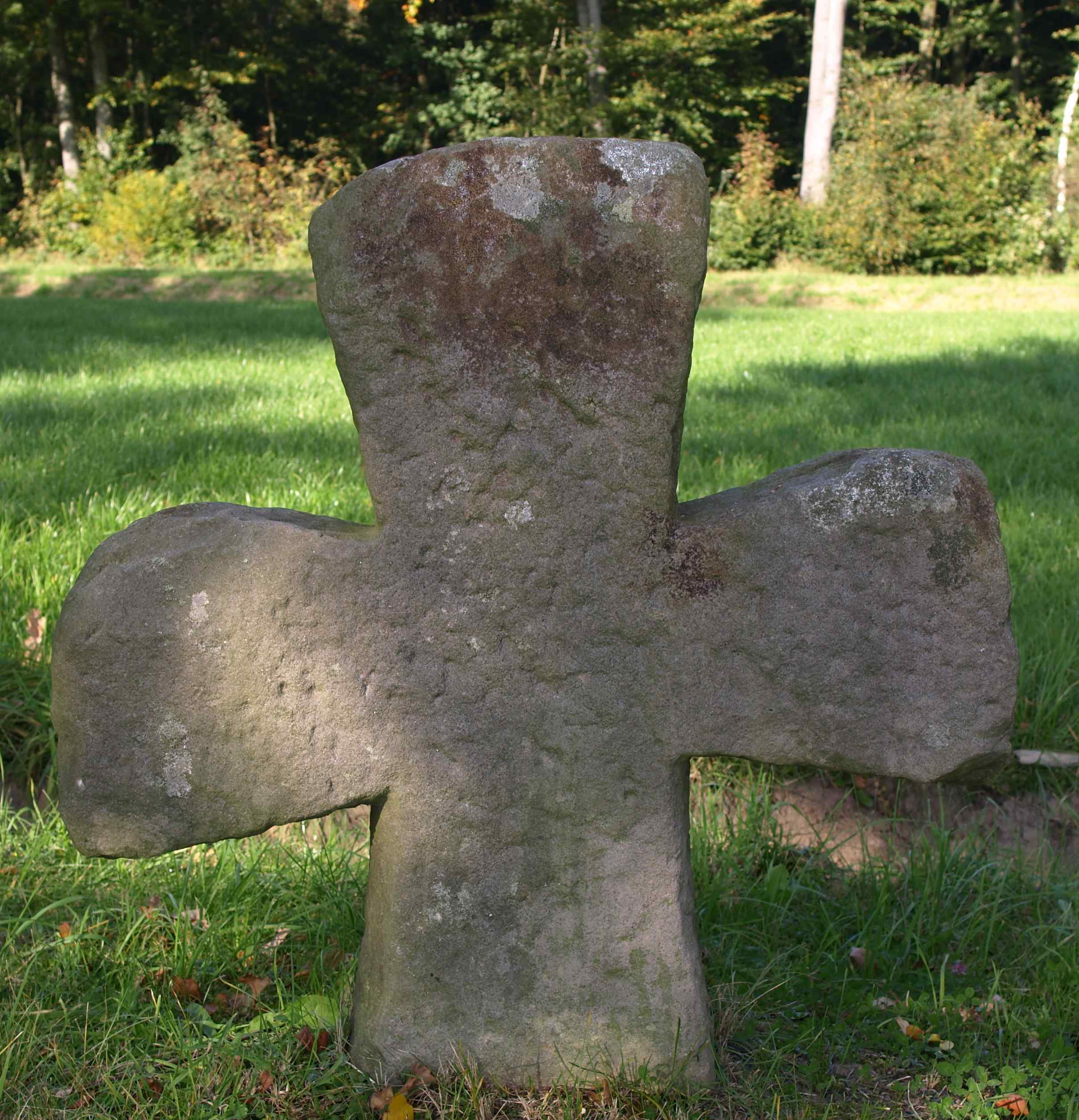
Croix de pierre à Wippershain (Hesse).
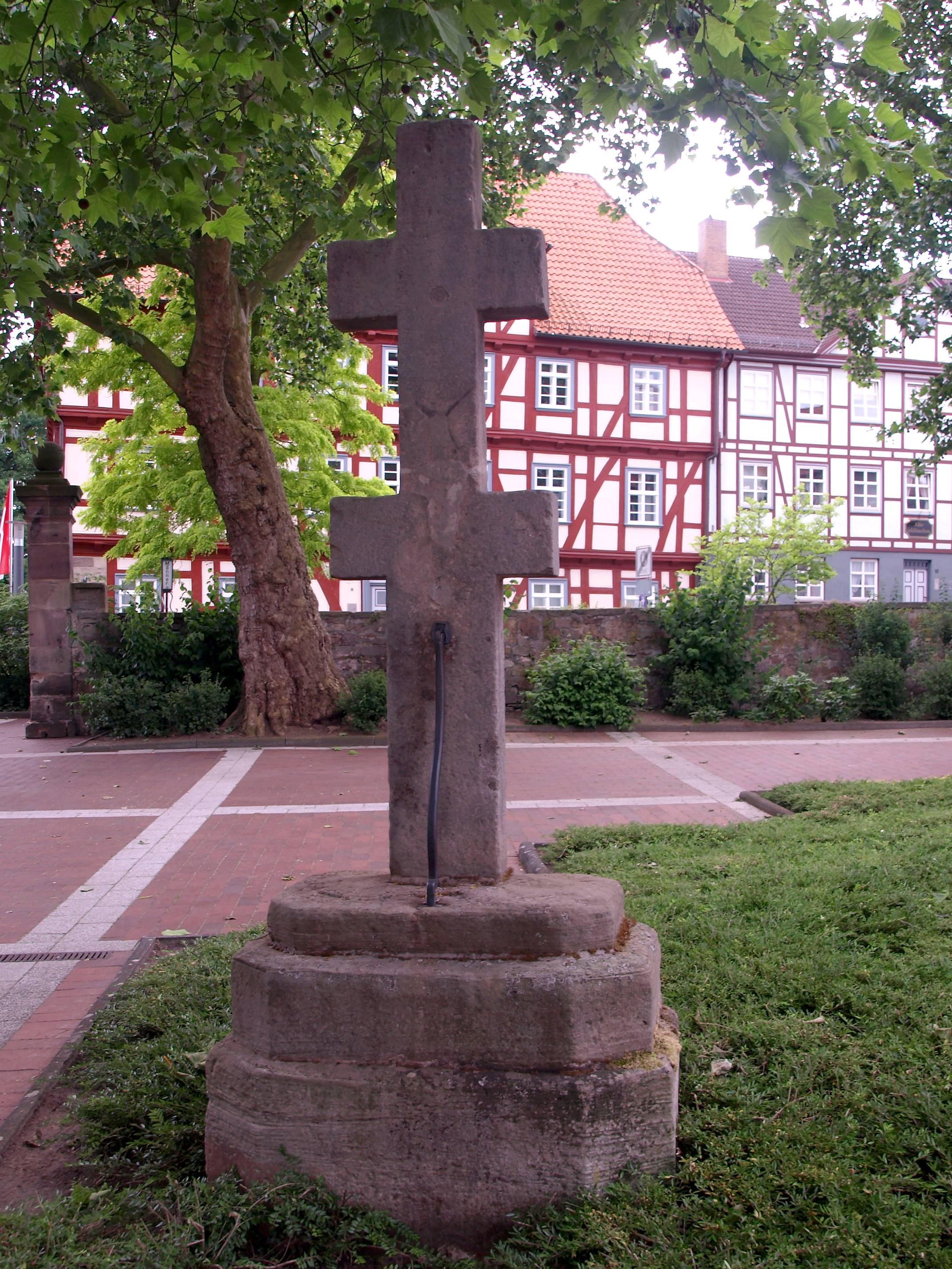
Double croix à Bad Hersfeld.
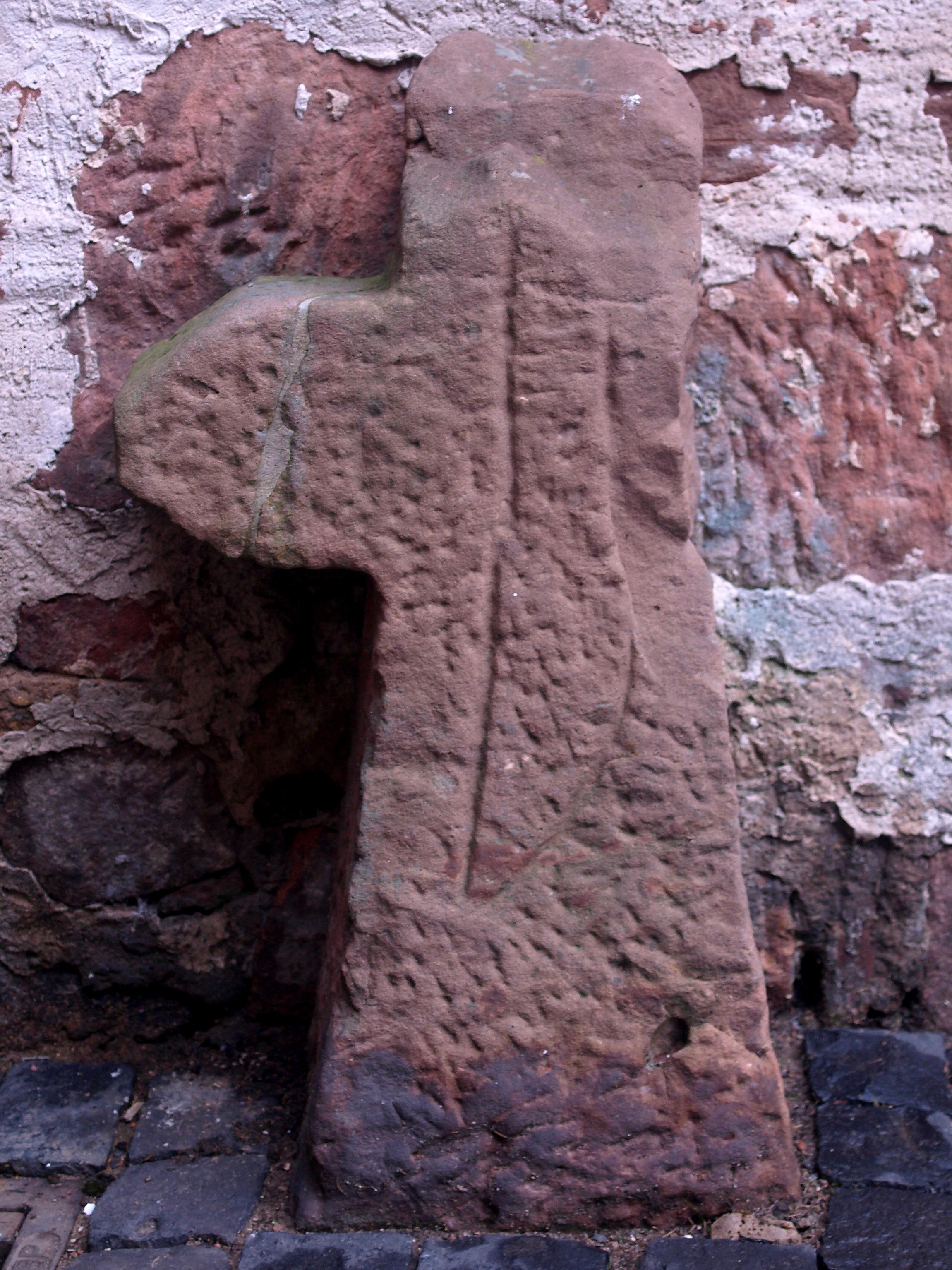
Croix d'expiation à Ziegenhain.
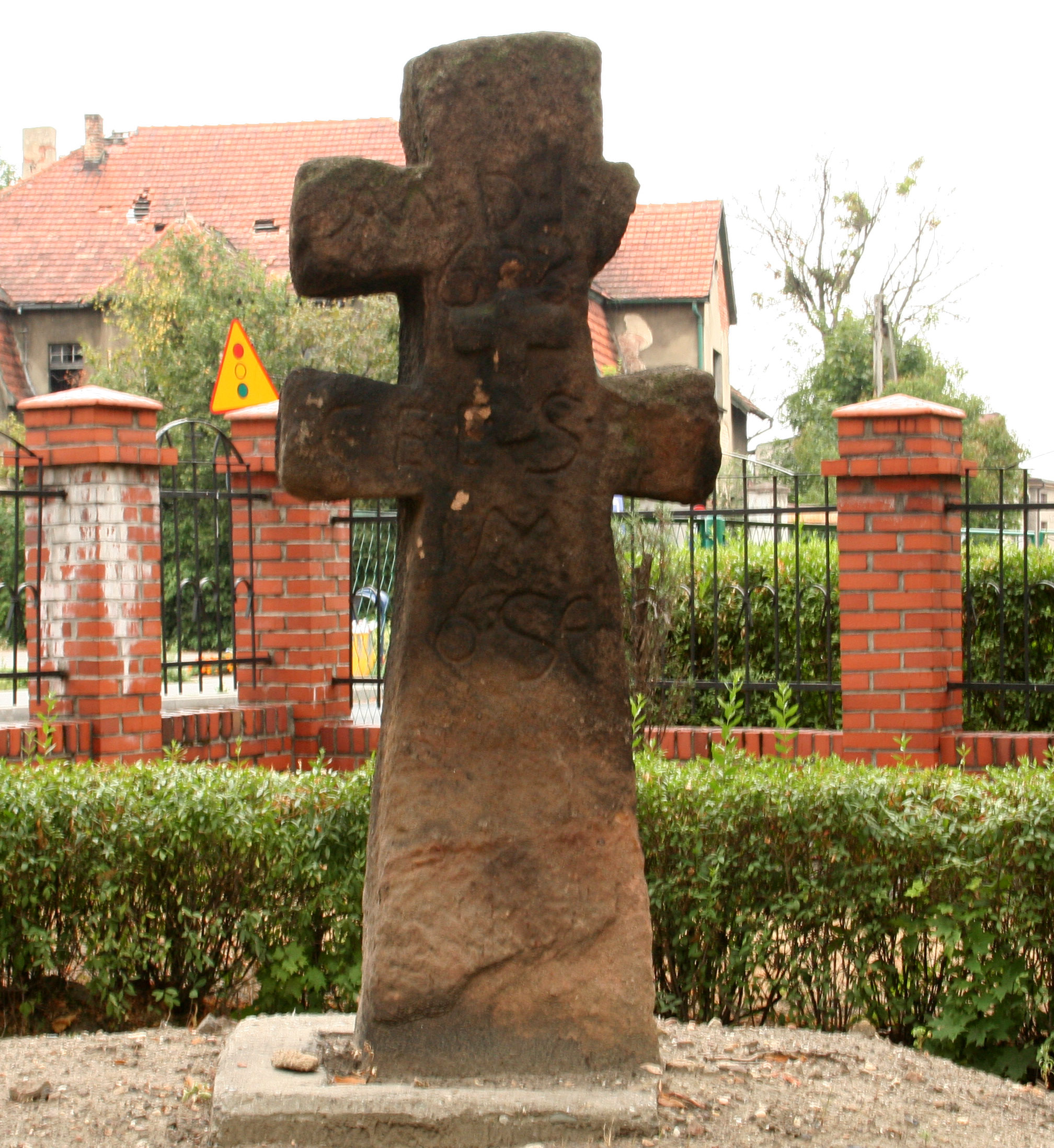
Croix d'expiation à Rydułtowy.
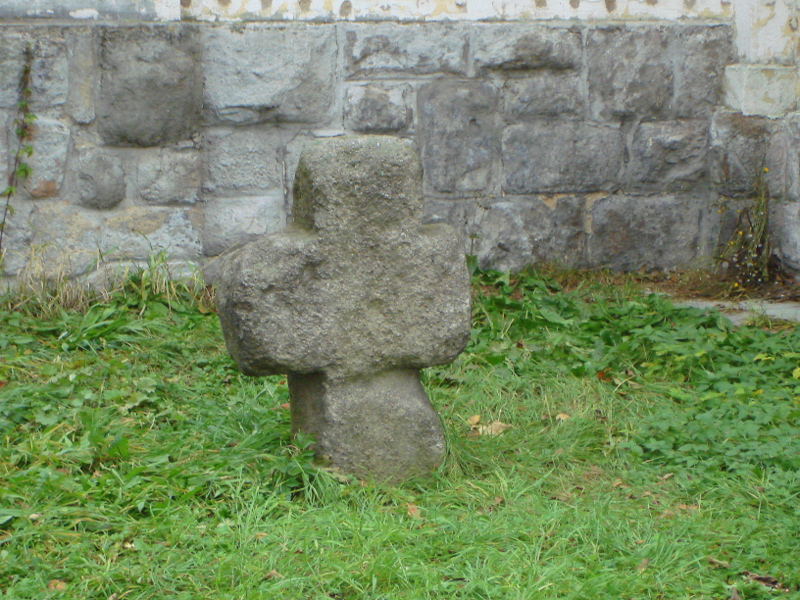
Croix d'expiation à Královec.